# Țuică

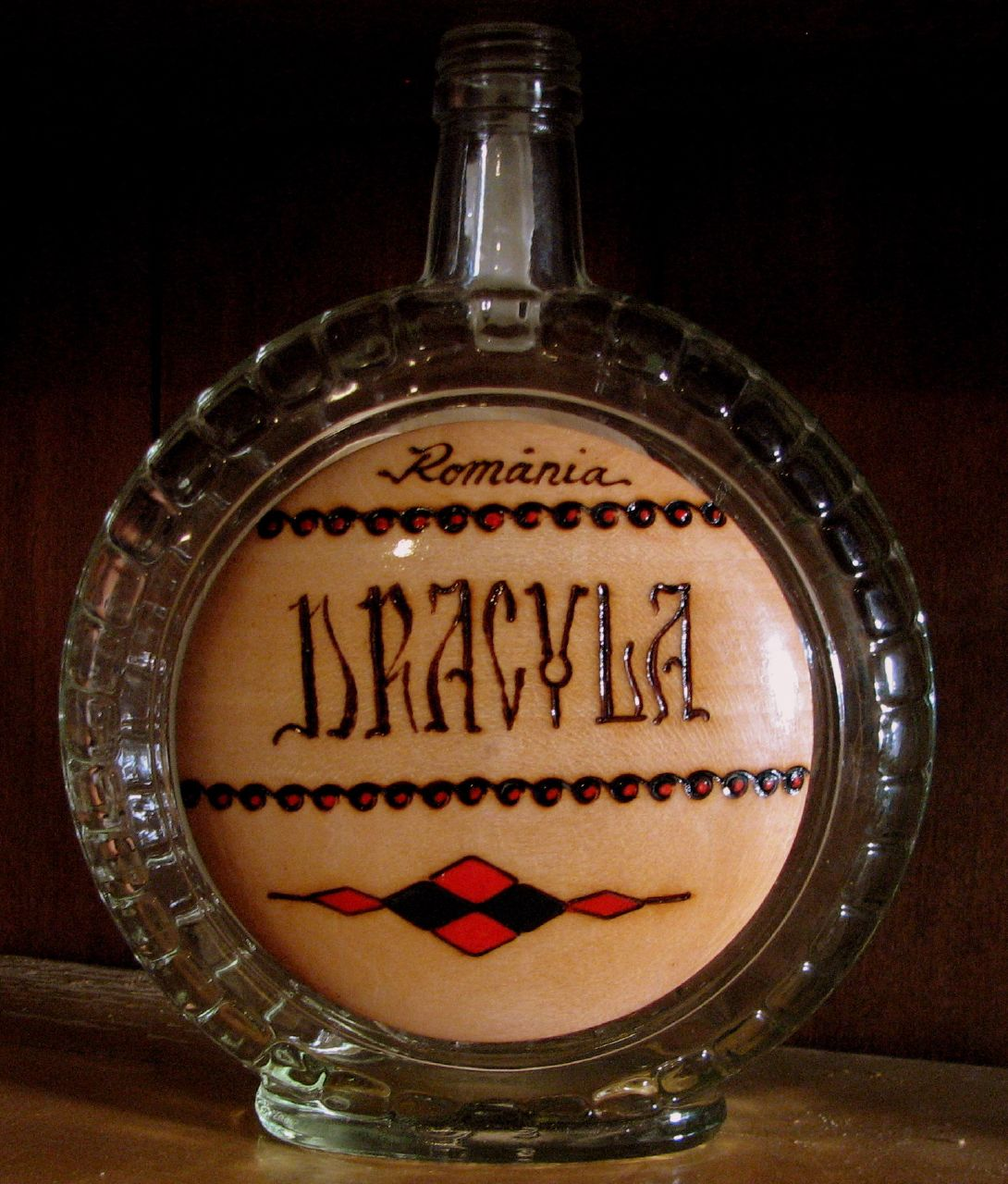
Fles Roemeense tuică

Țuică (ook rachiu, verwant met rakı) is een traditionele Roemeense alcoholische drank, meestal gestookt uit pruimen of appels, of van de restanten van het bereiden van wijn - "țuică de borhot". De drank is populair onder Roemenen op het platteland, waar maaltijden gewoonlijk beginnen met een glaasje țuică.

## Bereiding
Țuică wordt gestookt van begin oktober tot begin december (na het einde van het wijnseizoen). Het proces moet gewoonlijk voor Kerstmis zijn voltooid. Pruimen en appels laat men 6 tot 8 weken gisten in grote vaten (Roemeens: butoaie of căldări).
Distillatie vindt altijd plaats in een koperen vat (cazan) met behulp van een traditionele brandstof voor het vuur: vaak hout, soms steenkool. Distillatie wordt meestal uitgevoerd in een speciaal daarvoor gebouwde schuur (vooral in Oltenië en Muntenië) of buiten op een heuvel (Transsylvanië).
De temperatuur wordt traditioneel gestuurd door te luisteren naar het geluid van het proces en door het brouwsel tussentijds te proeven. Zo zijn drie graden van țuică te verkrijgen:
- zeer sterk (țuică de-a-ntâia) - meestal tweemaal gedestilleerd, gewoonlijk een kwart van de productie en het eerste wat uit het vat komt - ongeveer 45-55 volumeprocent alcohol, vergelijkbaar met palinka;
- normaal (țuică de-a doua), de meest gebruikelijke graad țuică, ongeveer de helft van de productie en wat de meeste Roemenen als gewone țuică beschouwen - ongeveer 30-40 volumeprocent alcohol
- zwak (țuică de-a treia of apă de țuică), tussen 5-15 volumeprocent.

Na destillatie laat men țuica gewoonlijk zes tot tien jaar in eiken vaten rijpen. Het resultaat is doorschijnend geel, heeft een sterke geur en staat bekend als Oude Țuică (țuica bătrână).
Als de țuica direct wordt geconsumeerd, wordt gesproken van nieuwe țuica (țuica proaspătă).